# Claudia Gravy

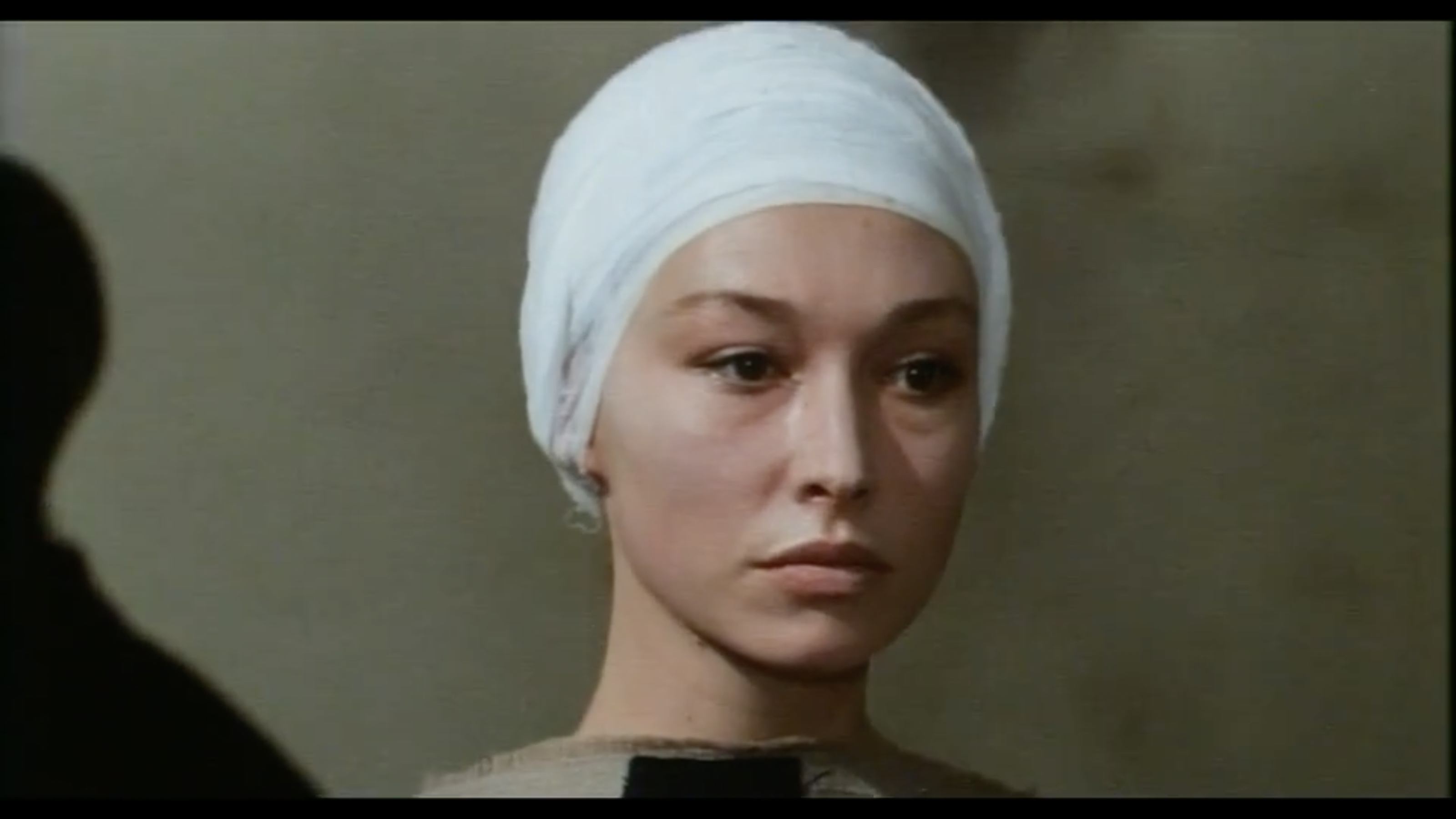
Scenă din filmul Călugărițele din Sant'Arcangelo

Claudia Gravy, născută Marie-Claude Perin, (n. 12 mai 1945, Boma, Provincia Kongo Central, RDC) este o actriță naționalizată spaniolă. 

## Biografie
Claudia Gravy (uneori scrisă Gravi) este numele de scenă al Mariei-Claude Perin. Gravy, care s-a născut în Africa și s-a naturalizat ulterior (1965) în Spania, și-a făcut debutul în film în Ninette y un señor de Murcia (1965). În următorii cincisprezece ani, ea a fost un chip frecvent întâlnit în filmele spaniole și internaționale. Din anii 1980 a jucat roluri secundare care au devenit mai puține cu timpul, dar primind mai multe roluri pentru televiziune. Deși din anii optzeci și-a rărit aparițiile în film, a continuat să filmeze în roluri secundare, iar numele său apare în creditele, printre altele, la Libertarias (1996), de Vicente Aranda sau El Sueño de Ibiza (2002), de Igor Fioravanti.
În ultimii ani și-a îmbinat activitatea pe marele ecran cu roluri la televiziune, unde debutase în 1969 cu emisiunea lui Valerio Lazarov El Irreal Madrid. Ulterior, a jucat personaje episodice în seriale precum: Curro Jiménez (1977), The Minstrel and the Queen (1979), Anillos de oro (1983), Página de sucesos (1985), Juncal (1987), Los jinetes del alba (1990), Eva și Adán, agenția matrimonială (1999),  Los ladrones van a la oficina (1990).

## Filmografie selectivă
- 1965 Ninette y un señor de Murcia, regia Fernando Fernán Gómez
- 1967 Scorpioni și fuste scurte (Der Sarg bleibt heute zu), regia Ramón Comas
- 1969 Justine (Marquis de Sade: Justine), regia Jesús Franco
- 1969 Two Undercover Angels (Rote Lippen, Sadisterotica), regia Jesús Franco

- 1970 Tigrul din Mompracem (Le tigri di Mompracem), regia Mario Sequi : Marianna Guillonk
- 1970 Matalo! (¡Mátalo!), regia Cesare Canevari
- 1970 Rebelii din Arizona (Los rebeldes de Arizona), regia José María Zabalza : Peggy Morgan
- 1971 Hoții din El Paso (El hombre de Río Malo), regia Eugenio Martín (nemenționată)
- 1972 Byleth (Demonul incestului) (Byleth (Il demone dell'incesto), regia Leopoldo Savona
- 1973 Călugărițele din Sant'Arcangelo (Le monache di Sant'Arcangelo), regia Domenico Paolella
- 1974 A forza di sberle, regia Bruno Corbucci
- 1974 Vida conyugal sana, regia Roberto Bodegas : Visi
- 1974 Spaniolii de modă nouă (Los nuevos españoles), regia Roberto Bodegas : Amanda
- 1976 Kilma, Queen of the Amazons (Kilma, reina de las amazonas), regia Miguel Iglesias
- 1977 La llamada del sexo (La llamada del sexo), regia Tulio Demicheli

- 1984 Yellow Hair and the Fortress of Gold (Yellow Hair and the Pecos Kid), regia Matt Cimber
- 1984 Tuareg: The Desert Warrior (Tuareg - Il guerriero del deserto), regia Enzo G. Castellari

- 1996 Libertarias, regia Vicente Aranda
- 1998 Quince, regia Francisco Rodríguez Fernández : mama
- 1998 Don Juan, regia Jacques Weber

- 2002 El sueño de Ibiza, regia Igor Fioravanti
- 2017 Los resucitados, regia Arturo De Bobadilla